# Cottonwood (Alabama)
Cottonwood és una població dels Estats Units a l'estat d'Alabama. Segons el cens del 2000 tenia 1.170 habitants.

## Demografia
Segons el cens del 2000, Cottonwood tenia 1.170 habitants, 485 habitatges, i 323 famílies. La densitat de població era de 82,1 habitants/km².
Dels 485 habitatges en un 29,3% hi vivien nens de menys de 18 anys, en un 48,2% hi vivien parelles casades, en un 14,2% dones solteres, i en un 33,2% no eren unitats familiars. En el 30,5% dels habitatges hi vivien persones soles el 15,5% de les quals corresponia a persones de 65 anys o més que vivien soles. El nombre mitjà de persones vivint en cada habitatge era de 2,41 i el nombre mitjà de persones que vivien en cada família era de 3,01.
Per edats la població es repartia de la següent manera: un 26,5% tenia menys de 18 anys, un 7,1% entre 18 i 24, un 25% entre 25 i 44, un 24,5% de 45 a 60 i un 16,9% 65 anys o més.
L'edat mediana era de 38 anys. Per cada 100 dones hi havia 90,6 homes. Per cada 100 dones de 18 o més anys hi havia 86,1 homes.
La renda mediana per habitatge era de 21.452 $ i la renda mediana per família de 32.065 $. Els homes tenien una renda mediana de 25.833 $ mentre que les dones 15.515 $. La renda per capita de la població era de 13.111 $. Aproximadament el 18,1% de les famílies i el 27,2% de la població estaven per davall del llindar de pobresa.

## Poblacions més properes
El següent diagrama mostra les poblacions més properes.